# AD (časopis)
Magazín AD (Anno Domini) byl český křesťanský měsíčník pro starší mládež vydávaný od září 1990 katolickým nakladatelstvím Zvon a od roku 1991 do konce roku 2003 salesiánským nakladatelstvím Portál. Pro své otevřené, ekumenické a moderně-liberální zaměření se dostal do nepřízně některých konzervativně zaměřených představitelů katolické církve, což přispělo k jeho zániku. V letech 2004–2008 vycházel v Portálu třikrát ročně AD Speciál, který byl předplatitelný jako příloha časopisu Universum a s tematickým i názorovým zaměřením původního magazínu měl poměrně málo společného.

## Název a podtituly
Po celou dobu existence byl na titulní straně označován zkratkou AD, neoficiálně se nazýval Ádéčko, avšak oficiální název zněl původně Anno Domini 1990 apod. Název časopisu byl každý rok doplňován označením aktuálního roku. Latinský název časopisu Anno Domini (Léta Páně) s měnícím se letopočtem na konci názvu měl symbolizovat kontinuitu s celou tradicí křesťanství a zároveň poukaz na dnešní dobu. Od počátku do roku 1992 vycházel s podtitulem „katolický měsíčník pro mladé“, v roce 1993 podtitul zmizel z titulní strany a zůstal jen v tiráži, v letech 1994 a 1995 se na titulní straně objevil podtitul „magazín pro mladé“, zatímco v tiráži „katolický měsíčník“, v roce 1996 se na titulní straně objevil podtitul „křesťanství a svět“. V roce 1997 začal být v tiráži uváděn název Magazín AD – Anno Domini 1997 – katolický měsíčník pro mládež. Od listopadu 1998 byl v tiráži uváděn název Magazín AD – křesťanství a svět, který časopisu zůstal až do posledního čísla v roce 2003.

## Historie a zaměření
V létě 1990 vyšlo v nakladatelství Zvon nulté číslo magazínu Anno Domini, které obsahovalo výběr z dosud vyšlých několika čísel samizdatového salesiánského časopisu Čtení do krosny, na nějž nový magazín navazoval. Ve Zvonu vyšla i první čtyři čísla časopisu od září do prosince 1990, od roku 1991 vydávání převzalo nové nakladatelství Portál. Hlavní patronát nad časopisem měla Česká salesiánská provincie, která vlastní i nakladatelství Portál.
Časopis byl cílen na přemýšlivé mladé lidi, v rámci křesťanství kladl důraz na alternativní, ekumenické a moderní trendy, křesťanskou vyzrálost a autentickou víru, tematicky značně překračoval oblast náboženství a věnoval se mnohdy i jiným tématům zajímavým pro mládež. Býval označován jako liberálně zaměřený. Původní zaměření bylo na křesťansky zaměřené čtenáře ve věku 17–24 let a mediální analýza prokázala, že se o něj skutečně čtenáři z křesťanského prostředí začínali zajímat ve věku kolem 17 let. Od počátku ale bylo záměrem redakce, aby byl časopis zajímavý i pro čtenáře z necírkevního prostředí, a zpětné reakce nasvědčovaly skutečně tomu, že mladí křesťané se za časopis před svými spolužáky a vrstevníky nestydí a půjčují jim ho. 
Čtenáři na AD magazínu oceňovali otevřenost, představení alternativních pohledů a srozumitelný jazyk.
Časopis měl jak základnu stálých jednotlivých předplatitelů, tak řadu hromadných odběratelů, jimiž byly původně farnosti, které časopis distribuovaly v kostelech a na farách, a to buď za stanovenou cenu nebo zdarma či za dobrovolný příspěvek. Volný prodej časopisu v běžné obchodní síti byl nepatrný. Obchodní úspěch časopisu tak byl do značné míry závislý na přízni biskupů.
Časopis získal již k prvnímu ročníku od biskupa Antonína Lišky oficiální církevní schválení a po celou dobu své existence měl podporu české salesiánské provincie. Zatímco někteří církevní představitelé, například Václav Malý a Karel Herbst, otevřenost a dialog vítali, Jan Balík či Miloslav Vlk vyžadovali, aby časopis názorově nevybočoval z oficiálního katolického morálního a teologického učení a kvůli svému zaměření se časopis dostal do nepřízně biskupů Koukla a Graubnera. Zákaz prodeje tohoto časopisu v kostelích litoměřické a olomoucké diecéze měl podíl na finančních potížích a zániku časopisu. Dalším důvodem bylo stárnutí čtenářské základny a fakt, že časopis se neuchytil u nastupující mladší generace. Otevřené a dialogické zaměření časopisu redakce hájila s poukazem na to, že pokud by časopis byl tvořen podle představ konzervativních kritiků, bylo by to profesionálně nepřijatelné a v rozporu s desaterem zásad Katolické světové tiskové unie, která deklaruje, že katolický tisk má „úplně, pravdivě, přesně a otevřeně informovat“ a své poslání v církvi plnit „profesionálním, nejen zbožným způsobem“.
Mezi první významné odpůrce časopisu patřil biskup Jan Graubner, který již v roce 1993 označil kreslený vtip Jana Hrubého, na němž byl Adam v ráji zobrazen s náznaky pohlavních znaků, za „šíření pornografie“, a postavil se proti prodeji časopisu v kostelích, s čímž přišla první vlna odhlášek předplatného. V červnu roku 1994 zakázal prodej časopisu v kostelích litoměřické diecéze biskup Josef Koukl, protože zjistil „hrubé porušení mravní nauky církve“ v článku o masturbaci v části, kterou napsal salesián ThDr. Libor Ovečka. Biskup redakci vytýkal, že podobné mravní otázky nekonzultovala s ThDr. Jiřím Skoblíkem. V následujícím období tak redakce časopis podle požadavků různých církevních představitelů předkládala až třem různým církevním cenzorům současně. Odpor konzervativců proti „rozkladnému vlivu Ádéčka“ nadále sílil, časopis se opakovaně stal tématem jednání České biskupské konference a poté, co redakce nevyhověla tlaku arcibiskupa Miloslava Vlka, vyžadujícího „více odvahy být více křesťansky katolickým časopisem“, bylo časopisu odebráno církevní schválení, protože málo „cítí s církví“. Následkem toho se i mnozí kněží, kteří do té doby časopis podporovali nebo tolerovali, přestali podílet na jeho propagaci a distribuci. Souběžně si ekumenicky zaměřený časopis získával stále větší oblibu u čtenářů z nekatolických církví, zejména z Českobratrské církve evangelické. Rovněž na tvorbě časopisu, například článcích z oblasti biblistiky, se podíleli evangeličtí faráři i teologové.
Poté, co byl časopis odříznut od distribuce prostřednictvím farností, se základna předplatitelů postupně zužovala. Rovněž zahraniční církevní nadace podmiňovaly finanční podporu doporučením českých biskupů. V lednu 2001 byla redakce z ekonomických důvodů omezena ze tří placených lidí na jednoho. Pro nakladatelství byl tento časopis z ekonomických důvodů na okraji zájmu. Nakladatelství ani salesiánská provincie neměly zájem časopis dotovat, pokud by se dostal do ztráty. Salesiáni usoudili, že dnešní mládež je časopisem málo oslovitelná, a soustředili investice do zážitkových aktivit a přímé práce s mládeží. Jako jeden z důvodů zániku AD magazínu je uváděno i to, že se uvolnila situace v Katolickém týdeníku, takže v něm již mohli publikovat i autoři, kteří dříve neměli přístup do jiného katolického tisku než AD magazínu, takže byl oslaben účel jeho existence.
V blíže neurčeném období udával náklad 10 tisíc výtisků. V roce 2001 se uváděl náklad 9000 výtisků. V závěrečné fázi měl časopis kolem 3000 čtenářů (k rentabilitě bylo nutných alespoň 4000 předplacených výtisků) a od ledna 2001 měl jedinou placenou redaktorku, Janu Zajícovou.
Nulté číslo a první ročník vycházely ve formátu cca 29 × 20,5 cm, v letech 1992–2000 vycházel časopis ve formátu 23 × 16,5 cm, od roku 2001 ve formátu 27,5 × 19,5 cm.

## Redakce a spolupracovníci
Šéfredaktorem samizdatového Čtení do krosny byl na základě rozhodnutí podzemně působící české salesiánské provincie Josef Dolista, jeho zástupcem byl Jaroslav Kopecký, výkonným redaktorem a koordinátorem byl Jindřich Sirovátka (později první šéfredaktor Anno Domini), členy redakční rady byli Dominik Dvořák, Bob Fliedr, Jindra Hubková, Zdeněk Jančařík, Tomáš Kubalík a Zdeněk Lochovský. O umístění kopírovacího stroje věděl pouze jeden člen redakce, Jindřich Sirovátka, a jeho švagrová, u níž byl umístěn. Náklad byl 300 kusů, časopis byl distribuován oběžným způsobem, tj. po přečtení jej čtenář postoupil dalším zájemcům. Finance, materiál i distribuce byly zajišťovány konspirativním způsobem, autoři psali pod pseudonymy a značkami. Redakční rada se poprvé sešla na podzim roku 1987, v roce 1988 vyšla dvě čísla a v roce 1989 vyšla tři čísla. Cílem časopisu nebyla vnitřní církevní diskuse, ale povzbuzení a poučení mládeže: návrhy z řad redakční rady na představování různorodých pohledů na nauku církve šéfredaktor odmítal a držel linii jednoznačného představování oficiální církevní nauky.
Časopis Anno Domini zpočátku (v roce 1990 ve Zvonu) vedl salesiánský spolupracovník Jindřich Sirovátka a redakce měla zpočátku 6 členů a řadu dalších spolupracovníků, z nich část v redakční radě. V Portálu byli postupně šéfredaktory Alois Křišťan (od roku 1990) a Bob Fliedr (od října 1992), od roku 1994 byl vedením redakce pověřen Josef Beránek, od dubna 1998 je jako vedoucí redakce uváděn Josef Greš, od září 1998 jako šéfredaktor. V roce 1999 měla redakce tři členy a šéfredaktorem byl Josef Greš. Od ledna 2001 byla jedinou placenou redaktorkou Jana Zajícová, dřívější sekretářka, v některých ročnících byl uváděn ještě další redaktor.
V redakční radě spolupracovali zpočátku lidé z různých církevních proudů, například Josef Dolista, Jan Balík, Václav Malý, později i nekatolíci, například Miloš Rejchrt. S časopisem spolupracovali například novináři Bob Fliedr, Marcela Kašpárková a Lucie Vopálenská, psychologové Petr Šmolka a Bohumila Baštecká, duchovní Tomáš Halík, Svatopluk Karásek, Václav Malý, Jan Konzal a výtvarníci Kristina Peřichová, Vladimír Jiránek a Vladimír Renčín. Předsedou redakční rady byl v letech 1990–2001 salesián Karel Herbst, pozdější biskup.

## AD Speciál
Po zániku měsíčníku AD magazín vycházel v nakladatelství Portál v letech 2004–2008 pod názvem AD Speciál, s podtitulem „příloha pro náctileté, kteří chtějí poznat křesťanství na vlastní kůži“ a se samostatnou registrací ISSN 1214-5769 třikrát ročně příloha čtvrtletní revue České křesťanské akademie Universum v nákladu kolem 7500 výtisků (Universum mělo náklad 6000 výtisků, AD Speciál byl distribuován i samostatně) s cca 4000 předplatiteli celého kompletu. Avizovaný standardní rozsah časopisu byl 32 stran formátu A4 (200×280 mm), s obálkou z lesklého křídového papíru a vnitřkem na matném křídovém papíru.
Nejednalo se již o klasický magazín, ale o tematické sešity s praktickými tipy. AD Speciál již neobsahoval kontroverzní náboženská a církevní témata. Cílem sdružení časopisů bylo upoutat pozornost bývalých čtenářů AD na časopis Universum, který je zaměřen na dospělé křesťany a ideově vedený údajně v podobném duchu jako někdejší AD magazín. Poslední redaktorka AD magazínu Jana Zajícová nebyla k přípravě AD speciálu vůbec přizvána.